# Робертс (лунный кратер)
Кратер Робертс (лат. Roberts), не путать с кратером Роберт (лат. Robert), — большой древний ударный кратер в северной приполярной области обратной стороны Луны. Название присвоено в честь южноафриканского астронома Александра Робертса (1857—1938) и британского астронома Исаака Робертса (1829—1904); утверждено Международным астрономическим союзом в 1970 г. Образование кратера относится к донектарскому периоду.

## Описание кратера

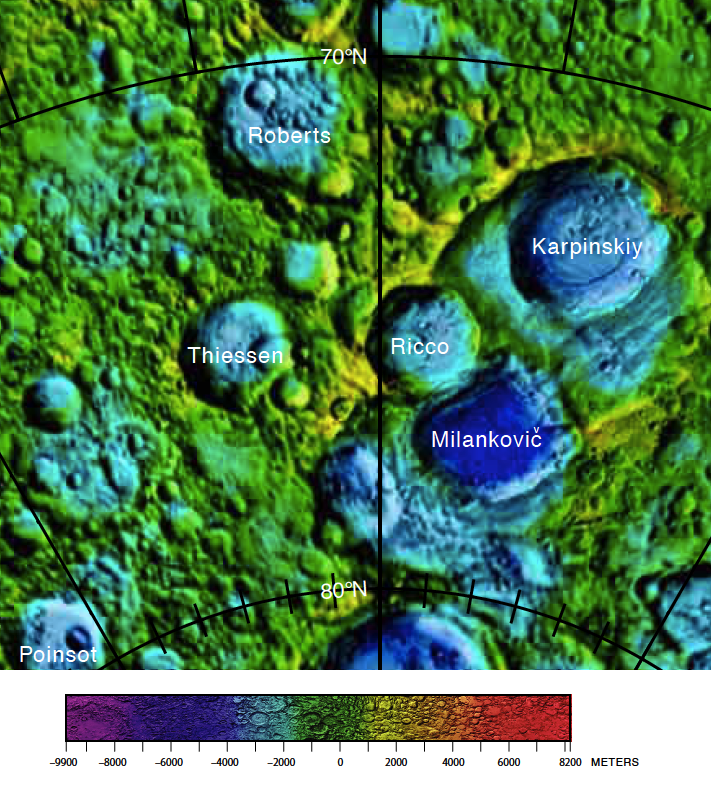
Окрестности кратера Робертс. Фрагмент карты области северного полюса Луны.

Ближайшими соседями кратера являются кратер Карпинский на западе-северо-западе; кратер Рикко на северо-западе; кратер Тиссен на севере;  кратер Кирквуд на востоке-юго-востоке; кратер Зоммерфельд на юге-юго-востоке и кратер Эмден на юге. Селенографические координаты центра кратера 70°40′ с. ш. 174°15′ з. д. / 70,66° с. ш. 174,25° з. д., диаметр 89,4 км, глубина 2,8 км.
Кратер Робертс значительно разрушен за длительное время своего существования. Вал сглажен и перекрыт по всему периметру кратерами различного размера, лучше всего сохранился в юго-восточной части. Дно чаши пересеченное, отмечено множеством кратеров различного размера из которых выделяется циркулярный кратер в юго-восточной части чаши.

## Сателлитные кратеры
| Робертс | Координаты                                              | Диаметр, км |
| ------- | ------------------------------------------------------- | ----------- |
| M       | 67°41′ с. ш. 174°00′ з. д. / 67,69° с. ш. 174° з. д.    | 45,0        |
| N       | 68°23′ с. ш. 175°55′ з. д. / 68,39° с. ш. 175,91° з. д. | 49,2        |
| P       | 66°41′ с. ш. 178°48′ з. д. / 66,69° с. ш. 178,8° з. д.  | 31,9        |
| Q       | 68°23′ с. ш. 177°40′ з. д. / 68,38° с. ш. 177,66° з. д. | 18,8        |
| R       | 69°03′ с. ш. 178°49′ з. д. / 69,05° с. ш. 178,81° з. д. | 55,6        |

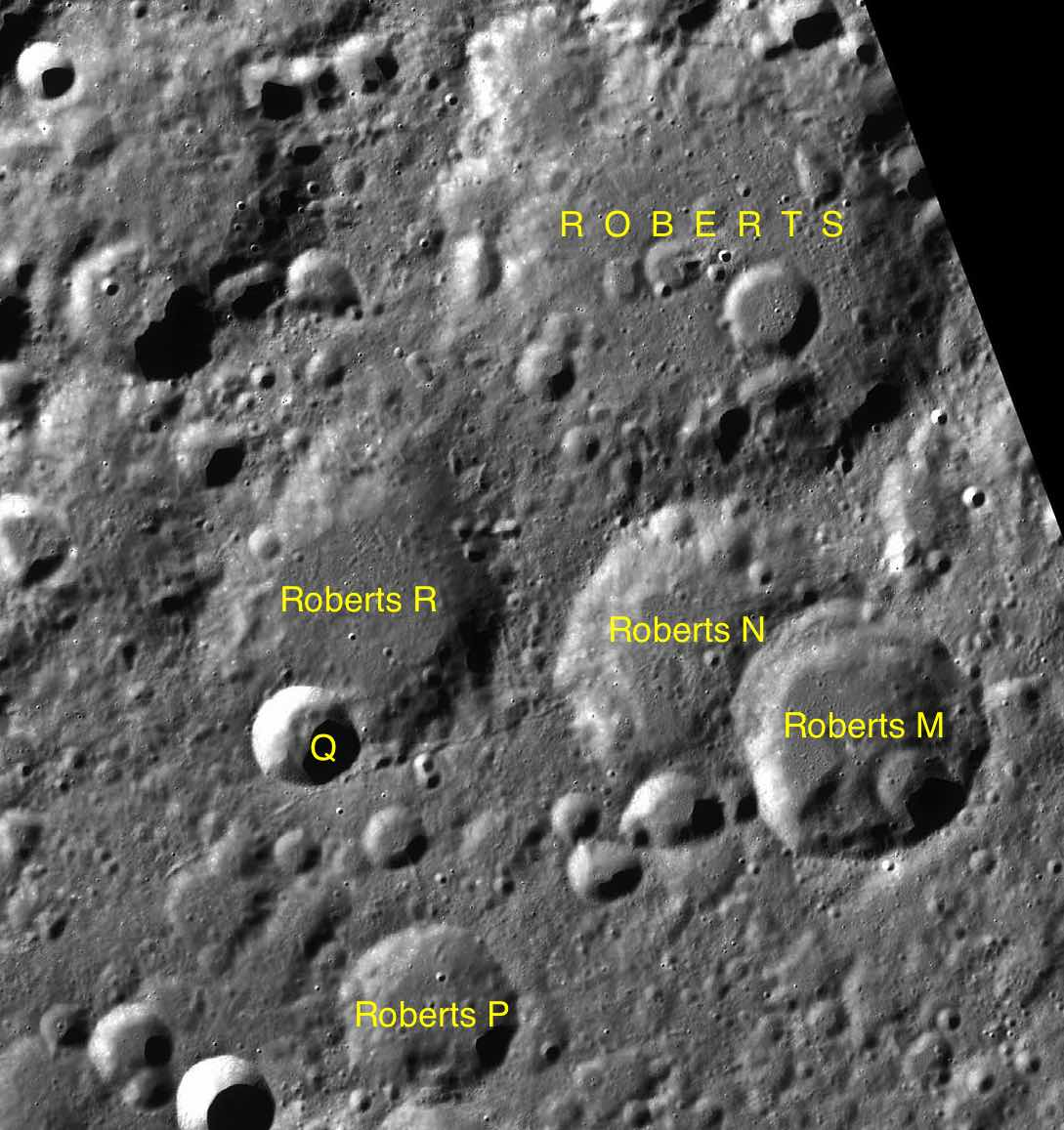
Фрагмент карты LAC-7.

- Образование сателлитных кратеров Робертс M и N относится к нектарскому периоду[1].